# اندی مک اتیر
اندی مک اتیر (انگلیسی: Andy McAteer؛ زادهٔ ۲۴ آوریل ۱۹۶۱) بازیکن فوتبال اهل بریتانیا است.
از باشگاه‌هایی که در آن بازی کرده‌است می‌توان به باشگاه فوتبال پرستون نورث اند، باشگاه فوتبال لانکستر، و باشگاه فوتبال بلکپول اشاره کرد.